# Pedagogie De Valk
De pedagogie De Valk was een van de vier pedagogieën van de Faculteit der Artes van de Universiteit Leuven. De andere drie waren de pedagogie Het Varken, de pedagogie De Lelie en de pedagogie De Burcht. Het is de enige pedagogie die niet verkocht en afgebroken werd.
Het devies van de pedagogie was, al sinds de stichting van de universiteit van Leuven in 1425, Volitat super omnia falco.

## Stichting
De naam is afkomstig van de eerste huisvesting van de pedagogie in de Savoyestraat, waar het tegenover het College van Savoye lag. Meer is niet bekend over de valkennaam. De eerste directeur was Jean Stockelpot, licentiaat in de Artes.

## Verhuizing naar de Tiensestraat

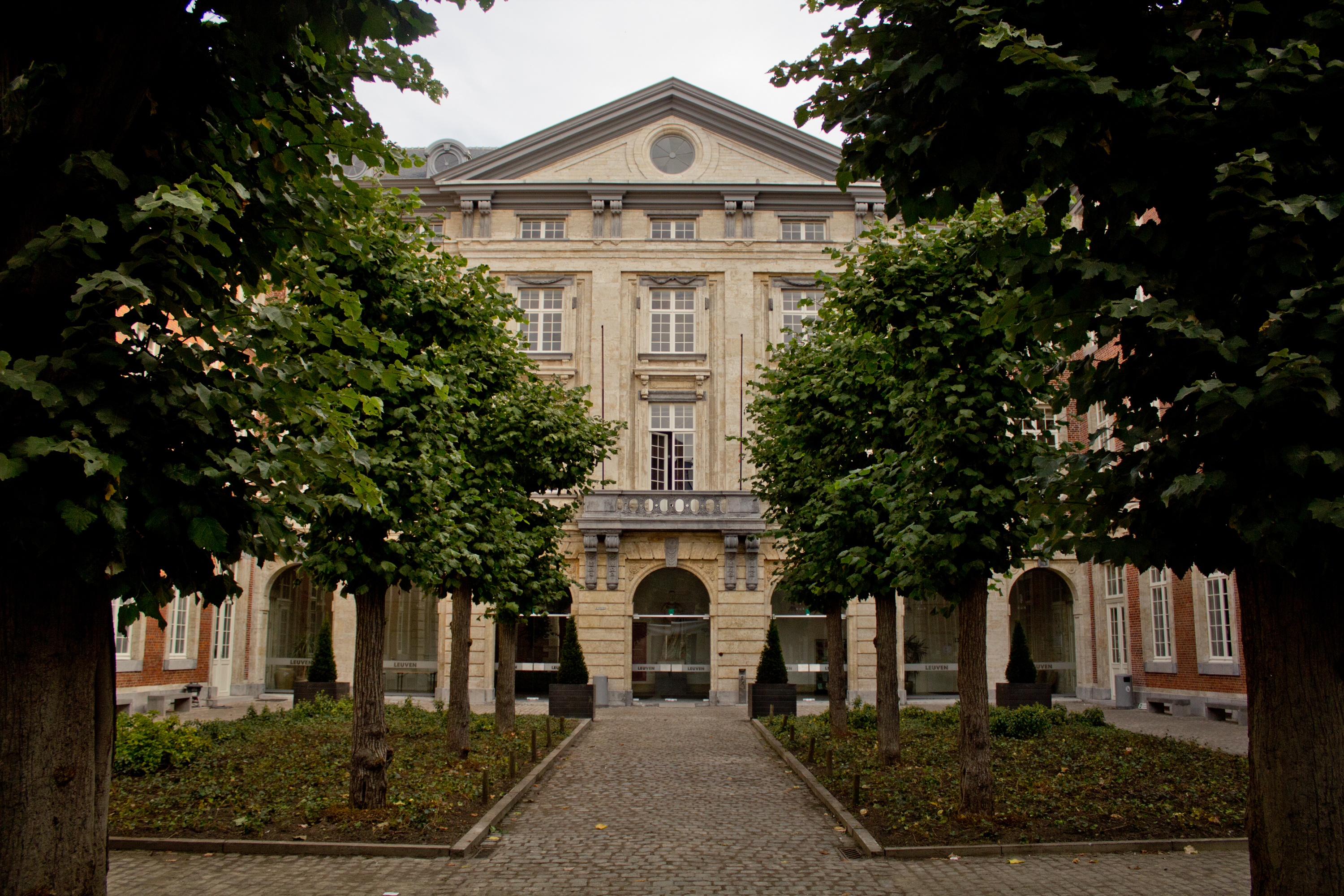
Pedagogie de Valk aan de Tiensestraat, Leuven

In 1543 kocht de directeur van de pedagogie, Guillaume Everaerts de Velpen, zoon van de heer van Opvelp, een woning in de Tiensestraat. Volgens sommigen werd dit huis 'De Ketel' genoemd of 'Cacabus'. Everaerts was magister in de Artes en baccalaureus in de rechten. Hij bouwde leslokalen, een refectorium en, kennelijk, met zijn laatste geld betaalde hij de verhuizing naar de Tiensestraat. Hij schonk op 1546 zijn privé-eigendom in de Tiensestraat aan de Pedagogie De Valk. Meerdere directeurs kochten gronden en bouwden de pedagogie uit: Martinus Riethovius, bisschop van Ieper; Nicolaas Zoes, bisschop van 's Hertogenbosch en kanunnik in Doornik; Charles van Zillebeke; Claude Losson, die bovendien via zijn testament liet uitvoeren dat er een kapel gebouwd werd (1634). De grootste bouwmeester was Jean-Pierre-Gérard de Raymaecker, een Leuvenaar, die een monumentale façade bouwde langsheen de Tiensestraat; de politiek van de Oostenrijkse keizer Jozef II blokkeerde wel de bouw naar een nog groter bouwwerk.

## Alumni
Enkele bekende alumni van de pedagogie De Valk zijn:
- Gerard Jacobs, pastoor van Deurne tijdens de contra-reformatie;
- Gilles Van den Berghe ofwel bisschop Aegidius de Monte[2], bisschop van Deventer, ook een contra-reformator;
- Jacob Wellens, bisschop van Antwerpen in de 18de eeuw;[3]
- Jan Pieter Minckeleers, de ontdekker van het lichtgas;
- Pierre Joseph Bille, musicus (eind 18de eeuw).

## Militair hospitaal
Van 1801 tot 1852 fungeerde de ex-pedagogie De Valk als militair hospitaal. Enkele vleugels van het gebouwencomplex werden hiertoe herbouwd.

## Brand en reconstructie
Op 12 juni 1866 kende de stad Leuven een hevige brand in De Valk. De meeste gebouwen werden vernield; enkel het poortgebouw en de rechtervleugel konden gespaard worden. Vanaf 1873 werd er progressief herbouwd tot de situatie zoals we deze vandaag kennen.

## KU Leuven
Sinds de jaren '60 van de 20ste eeuw kwam de pedagogie in handen van de KU Leuven; zij richtte er de Faculteit Rechten in.